# 左季賢
左季賢（1492年—1526年），字晉卿，山東東昌府臨清州丘縣人，民籍。

## 生平
治《礼记》，嘉靖元年山東鄉試第五名舉人，年三十二歲中式嘉靖二年（1523年）癸未科會試第三百三十九名，第三甲第一百二名進士。授南直隶苏州府推官，嘉靖五年秩满，入京考选，便道归省，生病去世。

## 家族
曾祖左希庸。祖父左翼。父左文舉，州判官。母吴氏。具庆下。兄孟賢、仲賢、弟相。